# Approuague
Approuague je řeka ve Francouzské Guyaně. Je dlouhá 335 km, její povodí má rozlohu 10 250 km² a průměrný průtok dosahuje 231 m³ za sekundu. Odtokový režim je závislý na deštích, které jsou v rovníkovém klimatu velmi časté.
Pramení v pohoří Emerillon v nadmořské výšce 425 m a ústí do Atlantského oceánu západně od mysu Pointe Béhague. Nejdelšími přítoky jsou Arataye a Mataroni, na dolním toku se nacházejí ostrovy Île Mantouni, Île Aïpoto, Île aux Sept Chapelets a Île Catalin. Řeka vytváří řadu vodopádů včetně Grand Canori, který je s výškou 19 metrů nejvyšší ve Francouzské Guyaně.
Nejvýznamnějším sídlem na řece je Régina. V roce 2003 byl na silnici RN2 otevřen most přes Approuague, umožňující pozemní spojení z Cayenne na brazilskou hranici. V povodí se pěstuje cukrová třtina, byl zde vyhlášen Guyanský národní regionální park s močály a deštným lesem, kde žije kapybara, kajman černý a hoacin chocholatý.
Tok řeky prozkoumal v osmnáctém století Charles-Daniel de Meuron. Kolonizaci oblasti urychlil nález zlata v roce 1855.